# NGC 1404
NGC 1404 je galaksija u zviježđu Kemijska peć.

## Vanjske poveznice
- SEDS: NGC 1404